# Kritikos
De kritikos is een volksdans in een 4/4 maat die in heel Griekenland gedanst wordt. Er zijn vele variaties. De oorspronkelijke dans komt van het eiland Kreta. Sommigen beweren dat deze dans zijn oorsprong vond in een gewijde dans aan een van de heilige koningen op Kreta.  (Beluister)
In de Verenigde Staten is in 1948 een heel eigen variatie van de kritikos ontstaan: de misirlou (naar het gelijknamige volkslied, letterlijk "Egyptische vrouw"). Het verhaal gaat dat Griekse immigranten wel ongeveer wisten hoe de kritikos gedanst moest worden, maar niet precies. De muzikanten speelden er een Grieks klinkende melodie bij. Inmiddels is deze dans een eigen leven gaan leiden en wordt over de hele wereld gedanst als Griekse volksdans.